# 80ª Divisione fanteria "La Spezia"
La 80ª Divisione fanteria "La Spezia" fu una grande unità di fanteria del Regio Esercito durante la seconda guerra mondiale. Era in particolare una divisione di fanteria aviotrasportabile, ovvero aveva l'organigramma delle normali divisioni di fanteria, prive della Legione di CC.NN. e con una componente di sola artiglieria di accompagnamento, a causa del mezzo di trasporto utilizzato. L'unica divisione venne costituita, come quelle paracadutisti, in previsione di un impiego per la conquista di Malta. Successivamente riequipaggiata con una dotazione di artiglieria campale, venne impiegata in Tunisia come una normale unità di fanteria.

## Storia
La divisione trae origine dalla Brigata "Spezia", costituitasi il 1º marzo 1915 sul 125º ed il 126º Reggimento fanteria. La brigata venne sciolta il 29 novembre 1915.
Fu ricostituita, come divisione, solo il 15 novembre 1941 a Pisa con la denominazione Divisione di Fanteria "La Spezia" (80ª), aviotrasportabile, basata sui 125º e 126º reggimenti fanteria e sull'80º Reggimento artiglieria. Nel giugno del 1942, in preparazione all'Operazione C3 per la conquista di Malta, la divisione assume la denominazione di aviotrasportata e viene trasferita da Pisa a Bari.
Con la rinuncia all'invasione dell'isola, la divisione viene trasferita per via aerea il 1º ottobre in Libia, dove viene schierata tra Marsa el-Brīga ed el-Agheila. Sostituita da unità tedesche, il 7 dicembre si attesta su linee di difesa più ad ovest. Nel gennaio 1943 ripiega di fronte alla massiccia offensiva inglese, prima sulla linea Tarhuna-Homs, poi su quella Tripoli-Zawiya ed infine, tra il 20 gennaio ed il 4 febbraio, sulla linea del Mareth, in Tunisia. Qui, il 6 marzo, partecipa all'offensiva su tutto il fronte ma l'iniziativa passa nelle mani dell'avversario ed il 25 marzo, per evitare una manovra avvolgente sulla destra dello schieramento, l'unità ripiega fino alla linea difensiva Akarit-Chotts.
Il 27 marzo cade durante un mitragliamento aereo il comandante della divisione, Generale Pizzolato, a Gabes.
Contro questa linea si scagliano, tra il 5 ed il 7 aprile, forze corazzate che sfondano la linea fino a raggiungere le artiglierie divisionali. Inizia un ripiegamento a sbalzi successivi, per raggiungere il 13 aprile la linea di Enfidaville. L'unità, fortemente decimata, priva di apprestamenti difensivi, non resiste al cedimento del fronte nord e viene sopraffatta il 13 maggio. Viene sciolta il 13 maggio 1943 in zona di operazioni.

Moto Guzzi TriAlce della divisione "La Spezia" trainano i cannoni d'accompagnamento da 65/17

## Ordine di battaglia: 1941.[1]
- 125º Reggimento fanteria "La Spezia"
- 126º Reggimento fanteria "La Spezia"
- 80º Reggimento artiglieria
  - I° gruppo da 65/17 Mod. 1908/1913
  - II° gruppo da 65/17
  - III° gruppo da 65/17
  - 7ª batteria AA da 20 mm
  - 8ª batteria AA da 20 mm
- XXXIX Battaglione bersaglieri
- CCCXLIII Gruppo artiglieria
- LXXX Battaglione anticarro su 47/32 Mod. 1935
- LXXX Battaglione misto genio
- 102ª Compagnia genio pionieri
- LXX Battaglione mitraglieri
- 80º Sezione sanità
- 180ª Sezione sussistenza

Aggiunti nella campagna di Tunisia
- Battaglione "San Marco" (Regia Marina; aggregato nel Dicembre 1942)
- VI Battaglione CC.NN. libico (aggregato nel Dicembre 1942 e confluito nel V Battaglione CC.NN. A.S. nel Gennaio 1943)
- Battaglione Fanteria "Tobruk" (da Marzo 1943)
- CVI Battaglione Anticarri (da Marzo 1943)
- CCLII Battaglione Mortai (da Marzo 1943)
- CCLXXXI Battaglione Mitraglieri della Guardia alla Frontiera (da Marzo 1943)

## Comandanti 1941-1943
- Gen. D. Quirino Armellini (18 novembre 1941 - 31 gennaio 1942)
- Gen. B. Alessandro Maccario (1º febbraio - 14 maggio 1942)
- Gen. D. Gavino Pizzolato (15 maggio 1942 - 27 marzo 1943)
- Gen. B. Arturo Scattini (29 marzo - 13 maggio 1943) (già comandante della fanteria divisionale dal 1º giugno 1942)